# VM i landevejscykling 2022 – Linjeløb (U23 herrer)
U23 herrernes linjeløb ved VM i landevejscykling 2022 er den 26. udgave af mesterskabet. Det 169,8 km lange linjeløb med 2520 højdemeter bliver afholdt fredag den 23. september 2022 med start og mål nær marinekysten i Wollongong.

## Hold og ryttere
| Unknown team category |
|                       |

### Danske ryttere
- Tobias Lund Andresen
- William Blume Levy
- Jacob Hindsgaul
- Sebastian Kolze Changizi
- Adam Holm Jørgensen
- Carl-Frederik Bévort[2][3]

## Resultater
| \| Samlede stilling \| Samlede stilling \| Samlede stilling \| Samlede stilling \| Samlede stilling \| \| Rytter \| Rytter \| Hold \| Tid \| \| \| ---------------- \| ---------------- \| ---------------- \| ---------------- \| ---------------- \| |        |      |     |
| |        |      |     |
| Kilde: ProCyclingStats |        |      |     |
| Samlede stilling |        |      |     |
| Rytter | Rytter | Hold | Tid |